# AUspicious
株式会社AUspicious（アズピシャス）は日本の声優事務所及び音響制作会社。

## 沿革
AstralBlaze（アストラルブレイズ）として、2019年3月に公式サイトを開設。
2020年5月1日をもって、株式会社アンシェイカブルによる声優事務所のACT.OZが合流。収録スタジオ「Astral Studio」の運営はアンシェイカブルが担っており、合流前は「明神下スタジオ」の名前で運営していたものである。
2023年10月に株式会社AstralBlazeから株式会社AUspiciousに商号変更し、杉並区和泉から渋谷区本町に移転。なお、事務所名としてAstralBlazeの名前も残っているが、2025年現在は預かり所属者のみで、多くはAUspiciousへの所属となっている。

## 所属タレント
2025年6月時点。AstralBlaze所属者も取り扱う。

### AUspicious所属
女性
- 宮澤はるな
- 上絛千尋
- 五十嵐夕夏
- 北尾もえぎ
- きゅうたゆな
- 彩月奏恵
- 佐竹華代
- 松岡明日香
- 武市真幸
- 佐藤マリア

男性
- 木村拓
- 松尾桂樹
- 武久航
- 横井克裕
- 坪井祥真

### AstralBlaze預かり
- 山﨑美琴
- 荒巻志樹
- 伊藤夕佳
- 中澤侑己
- 春原いのり
- 奥地陽子
- 五反田英人
- 不井夏樹
- 野村尭弘
- 瀧川透
- 小森彩楓
- 文倉香
- 森田琴音

## かつて所属していたタレント
- 櫛田明日香（現所属：プラスワンカンパニー） ※AstralBlaze時代
- 櫻野いづ奈（2021年3月から6月まで民族ハッピー組にも所属　2021年10月引退） ※AstralBlaze時代
- 永井真衣 ※AstralBlaze時代

## ラジオ番組
アスラジ!!
2021年4月4日（3日深夜）より、毎週日曜1時（土曜25時）から調布FMで放送しているラジオ番組。AstralBlazeの所属声優がパーソナリティを務め、トークや朗読などを行う。奇数回は佐竹華代、坪井祥真、野村尭弘、偶数回は北尾もえぎ、武久航、瀧川透がパーソナリティを務める。